# Lasioglossum clematisellum
Lasioglossum clematisellum är en biart som först beskrevs av Cockerell 1904.  Lasioglossum clematisellum ingår i släktet smalbin, och familjen vägbin. Inga underarter finns listade i Catalogue of Life.